# Милош Ивановић (сликар)
Милош Ивановић  (XV век) био је дубровачки сликар.

## Уметничко дело
Милош Ивановић се спомиње 1397. као "ђетић мајстора Франческа, штитара". 1405. имао је своју сликарску радионицу за бојадисање штитова. Ивановић се још помиње у документима до 1438.